# Мецема
Мецема је насеље у Италији у округу Ла Специја, региону Лигурија.
Према процени из 2011. у насељу је живело 109 становника. Насеље се налази на надморској висини од 202 м.